# 愛知県立一宮北高等学校
愛知県立一宮北高等学校（あいちけんりつ いちのみやきたこうとうがっこう）は、愛知県一宮市笹野字氏神東に所在する公立の高等学校。

## 設置学科
- 普通科
  - 福祉実践コース
  - 福祉探究コース

## 沿革
- 1975年（昭和50年） - 開校。
- 2010年（平成22年） - 福祉実践コースを設ける。
- 2018年（平成30年） - 福祉探究コースを設ける。

## 部活動

### 運動部
- 野球部
- バスケットボール部
- ソフトテニス部
- 硬式テニス部
- 陸上部
- 卓球部
- 水泳部
- 柔道部
- 剣道部
- 体操部
- バレーボール部
- サッカー部
- ハンドボール部
- 弓道部

### 文化部
- 美術・手芸
- 茶華道
- 調理・製菓
- 音楽
- 自然科学
- 囲碁・将棋
- 吹奏楽
- 文芸
- 和太鼓

## 著名な出身者
- 丹下桜（声優）

## 交通
- 名鉄一宮駅より、川島行きで「一宮北高校口」バス停下車。
- 名鉄一宮駅バスターミナルより、山郷西行き、又は138タワーパーク行きで「一宮特別支援学校前」バス停下車。